# 特魯多柳比夫卡 (米哈伊洛-盧卡舍韋市鎮)
48°6′28″N 35°41′36″E / 48.10778°N 35.69333°E
特魯多柳比夫卡（烏克蘭語：Трудолюбівка）是位於烏克蘭東南部的村莊，由扎波羅熱州扎波羅熱区的米哈伊洛-盧卡舍韋市鎮負責管轄。該村距離希羅凱2公里，始建於1924年，面積1.619平方公里。